# 1984年サラエボオリンピック
1984年サラエボオリンピック（1984ねんサラエボオリンピック）は、1984年2月8日から2月19日までユーゴスラビア社会主義連邦共和国（現：ボスニア・ヘルツェゴビナ）のサラエボで行われた冬季オリンピック。サラエボ1984（Sarajevo 1984、Сарајево 1984）と呼称される。
社会主義国でオリンピックが開催されるのは1980年のモスクワ大会以来であり、冬季オリンピックでは初の開催であった。規定の変更により、入賞枠が6位から8位までに拡大された初の冬季オリンピック大会となった。

## マスコット
ブチコ（ユーゴスラビアに生息したとされる伝説のオオカミがモチーフ。）

## 大会開催までの経緯
サラエボオリンピックの開催は1978年5月18日にギリシアのアテネで開かれた第80回国際オリンピック委員会総会で決定された。
サラエボ、イェーテボリ（スウェーデン）、12年ぶり2度目の開催を目指す札幌（日本）の3都市が立候補し、終盤まで激しい誘致合戦が繰り広げられた。既存の施設がほとんど利用できるとされた札幌が一時は最有力とも伝えられ、実際IOC委員による第1回目の投票では最も多い票数を獲得していたが、結局、大会会場をコンパクトに集約したサラエボが決選投票で逆転し開催権を獲得した。この他チェコスロバキアのビソケタトリ(Vysoké Tatry)、フランスのシャモニーモンブランや、トロワバレー(Les Trois Vallées)も立候補を検討していた。
| 都市       | 国             | 1回目 | 2回目 |
| ---------- | -------------- | ----- | ----- |
| サラエボ   | ユーゴスラビア | 31    | 39    |
| 札幌       | 日本           | 33    | 36    |
| ヨーテボリ | スウェーデン   | 10    | -     |

## ハイライト
- 共産圏で初めて冬季オリンピックが開催された。
- フアン・アントニオ・サマランチがIOC会長に就任してから最初のオリンピックとなった。
- 2024年パリオリンピックの開会式でオリンピック旗を上下逆に掲揚するハプニングがあったが、サラエボオリンピックの開会式でもオリンピック旗を上下逆に掲揚している[3]。
- クロスカントリースキー女子20kmが新種目となった。
- アルペンスキー男子大回転で、ユーゴスラビアのユーレ・フランコ（英語版）が銀メダルを獲得したことにより同国初の冬季オリンピックメダリストになった(当大会唯一のユーゴスラビアの獲得メダル)。
- フィンランドのマルヤ＝リーサ・ハマライネンが5km、10km、20kmで金メダルを獲得したことにより、女子クロスカントリースキー個人種目完全制覇を成し遂げた。
- スピードスケート女子種目で、東ドイツが全種目制覇を成し遂げた。
- アメリカのフィリップ・メーアとスティーヴ・メーアの双子の兄弟がアルペンスキー回転種目で金銀を獲得。

- 閉会式はフィギュアスケートの会場で催された。

## 実施競技と競技日程
| 競技名 / 日付  | 競技名 / 日付          | 7 | 8 | 9 | 10 | 11 | 12 | 13 | 14 | 15 | 16 | 17 | 18 | 19 |
| -------------- | ---------------------- | - | - | - | -- | -- | -- | -- | -- | -- | -- | -- | -- | -- |
| 開会式/閉会式  | 開会式/閉会式          |   | • |   |    |    |    |    |    |    |    |    |    | •  |
| スキー         | アルペンスキー         |   |   |   |    |    |    | •  | •  |    | •  | •  |    | •  |
| スキー         | クロスカントリースキー |   |   | • | •  |    | •  | •  |    | •  | •  |    | •  | •  |
| スキー         | スキージャンプ         |   |   |   |    |    | •  |    |    |    |    |    | •  |    |
| スキー         | ノルディック複合       |   |   |   |    | •  | •  |    |    |    |    |    |    |    |
| スケート       | スピードスケート       |   |   | • | •  |    |    | •  | •  | •  | •  |    | •  |    |
| スケート       | フィギュアスケート     |   |   |   |    |    | •  |    | •  |    | •  |    | •  |    |
| バイアスロン   | バイアスロン           |   |   |   |    | •  |    |    | •  |    |    | •  |    |    |
| ボブスレー     | ボブスレー             |   |   |   | •  | •  |    |    |    |    |    | •  | •  |    |
| リュージュ     | リュージュ             |   |   |   |    |    | •  |    |    | •  |    |    |    |    |
| アイスホッケー | アイスホッケー         | • |   | • |    | •  |    | •  |    | •  |    | •  |    | •  |

## 各国・地域のメダル獲得数
| 順 | 国・地域                 | 金 | 銀 | 銅 | 計 |
| -- | ------------------------ | -- | -- | -- | -- |
| 1  | 東ドイツ                 | 9  | 9  | 6  | 24 |
| 2  | ソビエト連邦             | 6  | 10 | 9  | 25 |
| 3  | アメリカ合衆国           | 4  | 4  | 0  | 8  |
| 4  | フィンランド             | 4  | 3  | 6  | 13 |
| 5  | スウェーデン             | 4  | 2  | 2  | 8  |
| 6  | ノルウェー               | 3  | 2  | 4  | 9  |
| 7  | スイス                   | 2  | 2  | 1  | 5  |
| 8  | カナダ                   | 2  | 1  | 1  | 4  |
| 8  | 西ドイツ                 | 2  | 1  | 1  | 4  |
| 10 | イタリア                 | 2  | 0  | 0  | 2  |
| 14 | ユーゴスラビア（開催国） | 0  | 1  | 0  | 1  |

## その他
- 大会後に勃発したボスニア・ヘルツェゴビナ紛争でメインスタジアムなど多くの競技施設が破壊され、一部の施設は墓場に転用された。破壊された施設は戦後に再建されたものもあるが、大半の競技場が放置され現在も廃墟と化している[4]。
- 第一次世界大戦前のオーストリア＝ハンガリー帝国による占領政策を恨んだ一部の地元住民がオーストリア代表チームに妨害行為を働いた。民間警備員がジャンプ代表選手を殴打する、閉会後に民衆が代表宿舎を襲撃し投石するなどが行われ、オーストリア代表は冬季スポーツの強豪ながらわずか銅メダル1つと惨敗を喫した。
- サラエボは2010年に2回目の冬季オリンピックを開催しようと立候補したが、一次選考で落選、2018年大会にも立候補する意欲を示したが、最終的に立候補を断念している。